# Vicq, Allier
Vicq là một xã ở tỉnh Allier thuộc miền trung nước Pháp.